# Bisdom Padua
Het bisdom Padua (Latijn: Dioecesis Patavina, Italiaans: Diocesi di Padova) is een bisdom van de Rooms-Katholieke Kerk in Italië. Het bisdom is suffragaan aan het patriarchaat Venetië.
Het grondgebied komt grotendeels overeen met dat van de provincie Padua. Het bisdom werd in de derde eeuw gesticht; volgens legendes was de heilige Prosdocimus de eerste bisschop van Padua. De zetel bevindt zich in Padua. De kathedrale kerk is de Basilica di Sant'Antonio, waar zich het graf van de heilige Antonius van Padua bevindt.
Het bisdom heeft iets meer dan een miljoen inwoners, van wie 98% tot de Rooms-Katholieke Kerk behoort. Er zijn ongeveer 750 priesters in meer dan 450 parochies. Sinds 1989 is Antonio Mattiazzo (aartsbisschop ad personam) bisschop van Padua.

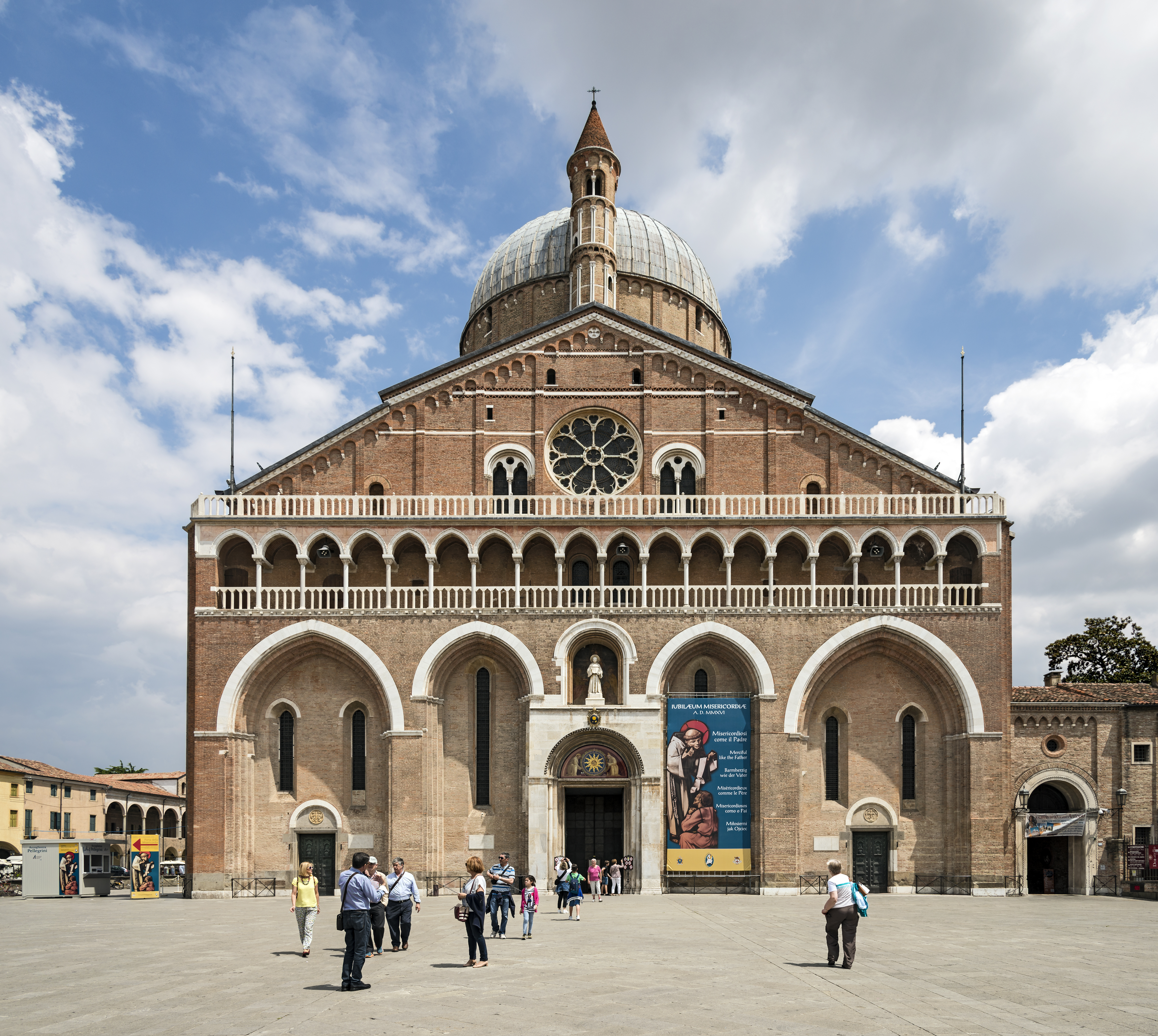
Basiliek van de H. Antonius, zetel van het bisdom
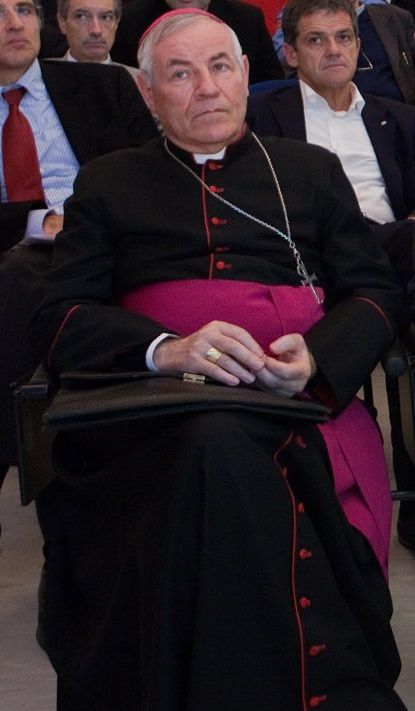
Aartsbisschop Mattiazzo